# Musée Picasso (Paris)

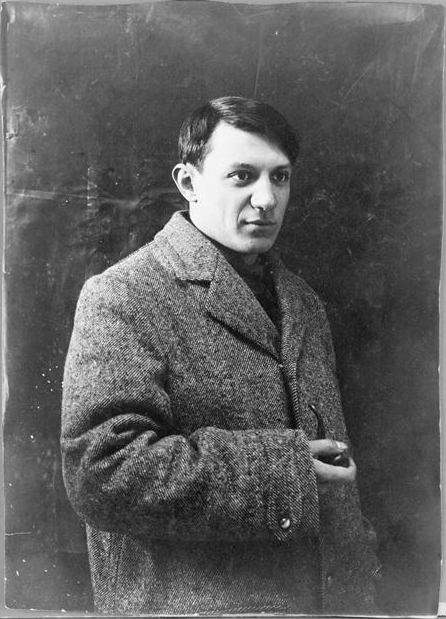
Pablo Picasso 1908

Musée Picasso är ett franskt konstmuseum tillägnat den spanska konstnären Pablo Picassos verk, beläget i Salé-palatset på Thorignygatan, i Marais-kvarteret i Paris tredje arrondissement. Museet skapades med konstföremål från arvet efter Picasso, som dog 1973.

## Byggnaden
Salé-palatset i barockstil som hyser samlingarna är en så kallad ’’hôtel particulier’’, ett stadspalats av det förnämligare slaget, traditionellt avsett för en enda familj. Det byggdes mellan 1656 och 1659 för Pierre Aubert de Fontenay, en skattmästare som blev rik på att samla in saltskatten åt kungen. Byggnadens namn betyder "saltat". Arkitekt var Jean Boullier från Bourges, även känd som Boullier de Bourges. Skulpturerna utfördes av bröderna Gaspard och Balthazard  Marsy samt Martin Desjardins. Salé-palatset anses vara en av de finaste historiska byggnaderna i Marais.

## Historik
Huset har genom åren disponerats av flera olika intressenter, genom försäljning eller arv, bland annat republiken Venedigs ambassad (1671), därefter François de Neufville, andre hertigen av Villeroy. Staten exproprierade byggnaden under den franska revolutionen.  År 1815 blev den en skola.  År 1829 tog skolan École Centrale des Arts et Manufactures över byggnaden. Palatset har också inrymt den kommunala skolan École des Métiers d'Art. År 1964 förvärvade Paris stad huset, och byggnaden blev byggnadsminne 1968. Salé-palatset renoverades av Bernard Vitry och Bernard Fonquernie från Monument historiques, mellan åren 1974 och 1980.
Beslutet att etablera Musée Picasso i Salé-palatset föregicks av en livlig debatt. Fyra företag deltog i en tävling om att utforma lokalerna för utställningsverksamhet. År 1976 gavs uppdraget till arkitekten Roland Simounet. Det vinnande förslaget innebar bland annat att palatsets interiör, som under årens lopp genomgått betydande ändringar, återställdes till sin forna, spatiösa utformning. Det nya museet öppnade 1985.

## Samlingarna

### Samlingarnas uppkomst
År 1968 stiftades en lag i Frankrike som möjliggör för arvtagare att betala arvsskatt med konstverk, istället för pengar, under förutsättning att konsten i fråga anses bidra påtagligt till landets kulturarv. Systemet kallas på franska ’’dation’’, motsvarande det latinska, juridiska begreppet ’’datio in solutum’’, och tillämpas endast i undantagsfall. Dominique Bozo, kurator för nationella museer, utsåg de verk som skulle bli ’’dation Picasso’’. Urvalet granskades av Jean Leymarie och ratificerades 1979. Kollektionen innehöll verk från Picasso i alla tekniker och från alla hans perioder, inklusive en sällsynt utsökt samling av skulpturer. När Jacqueline Picasso dog  1986, erbjöd hon sig att betala sin arvskatt genom en ny ”dation”. Samlingarna har också utökats genom inköp och gåvor.
Picasso sade en gång, att han själv var den största samlaren av sina egna verk i hela världen. Vid sin död 1973 lämnade han efter sig en kolossalt stor samling verk av alla de slag, allt ifrån skissböcker till färdiga mästerverk. Musée Picasso i Paris har fler än fem tusen verk av konstnären. Samlingarna kompletteras vidare av Picassos egna,  personliga konstsamling av verk av andra konstnärer, såsom Cézanne, Degas, Rousseau, Seurat, de Chirico och Matisse. På museet finns också iberiska bronser och en samling av afrikansk konst, vilken var en viktig inspirationskälla för Picasso.

## Förvaltning
Picassos efterlevande överlämnade fler än fem tusen verk till museet efter konstnärens död 1973, med stöd av lagen som möjliggjorde för arvtagarna att betala arvskatten med konstverk, istället för pengar. Ytterligare tillskott till samlingarna härstammar från egendomen som tillhörde Picassos sista fru, Jacqueline Roque. Också Anne Sinclair, som är medlem i museets styrelse, har bidragit till samlingarna. Sedan 1985 har museet köpt fler än ett tusen verk.
Under en period av ekonomisk kris och statliga nedskärningar inom kulturområdet lyckades museets dåvarande, långvariga direktör, Anne Baldassari att få in betydande tillskott till ekonomin genom att låna ut konst från museets samlingar till utställningar i andra länder. Mellan åren 2008 och 2011 tjänade museet mellan en och 3,5 miljoner euro per år då en utställning kallad ’’Mästerverk från Musée Picasso” turnerade utomlands, pengar som bland annat användes till museets upprustning.
Anne Baldassari avskedades 2014 av franska kulturministern Aurélie Filippetti, på grund av ökande kritik mot hennes ledarskap. Museet hade då under fem års tid genomgått en renovering för femtiotvå miljoner euro, en renovering som kantades av förseningar och eskalerande kostnader. Museet som varit stängt under renoveringen återöppnades hösten 2014 av den nytillträdde museidirektören Laurent Le Bon. Han efterträddes den 1 mars 2022 av Sabine Longin.

## Bildgalleri

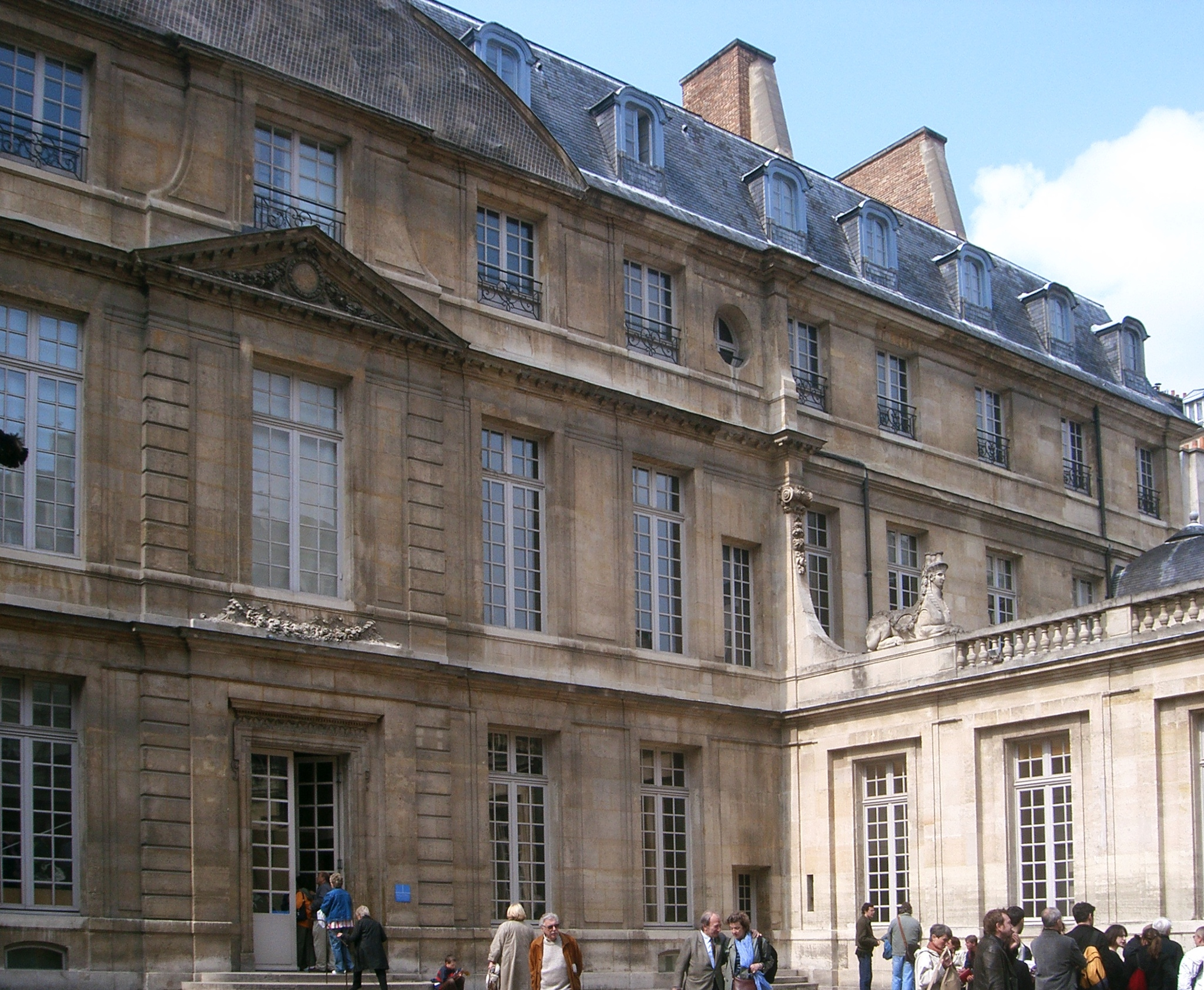
Huvudingången till museet
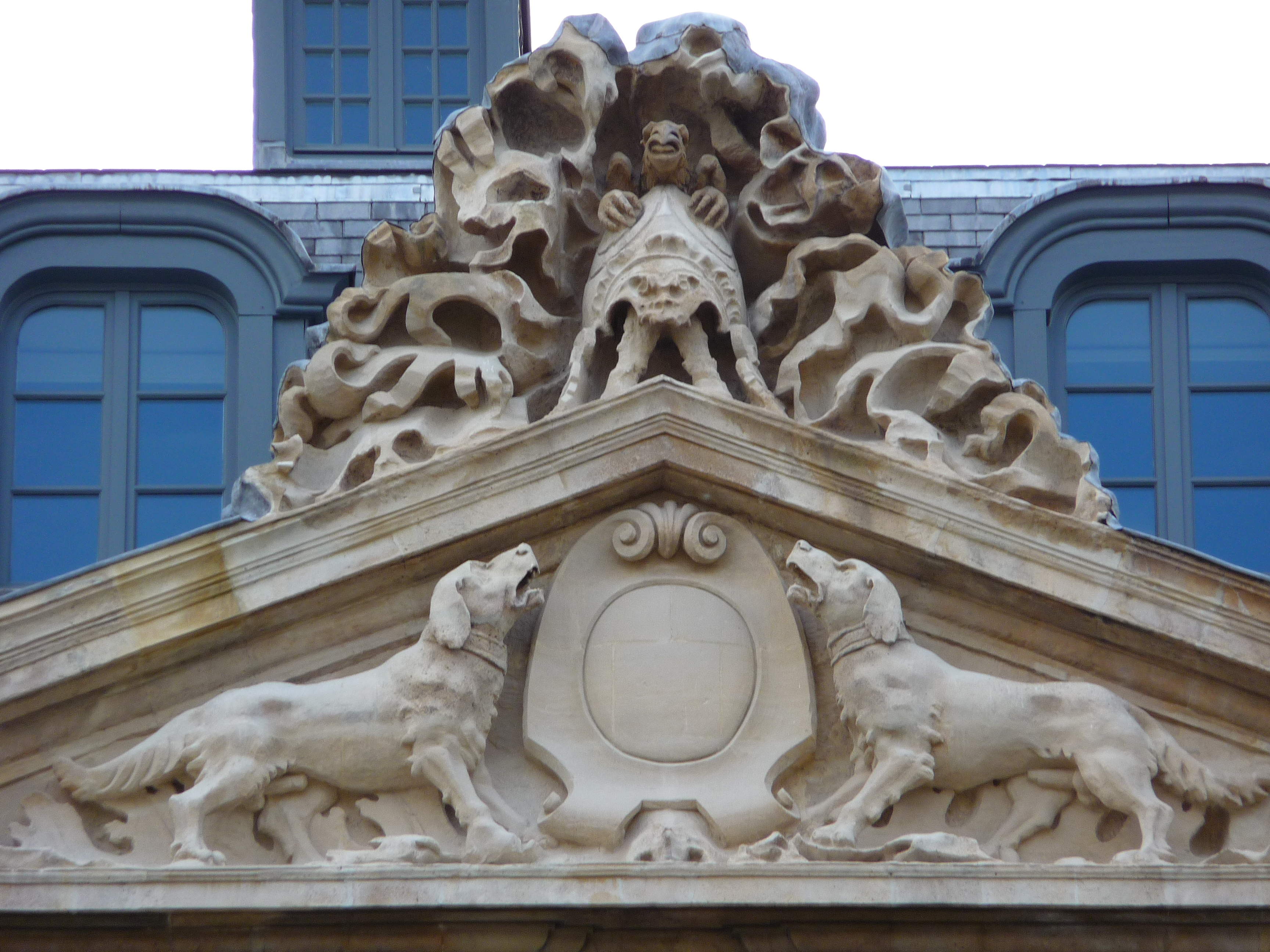
Detalj på fasaden
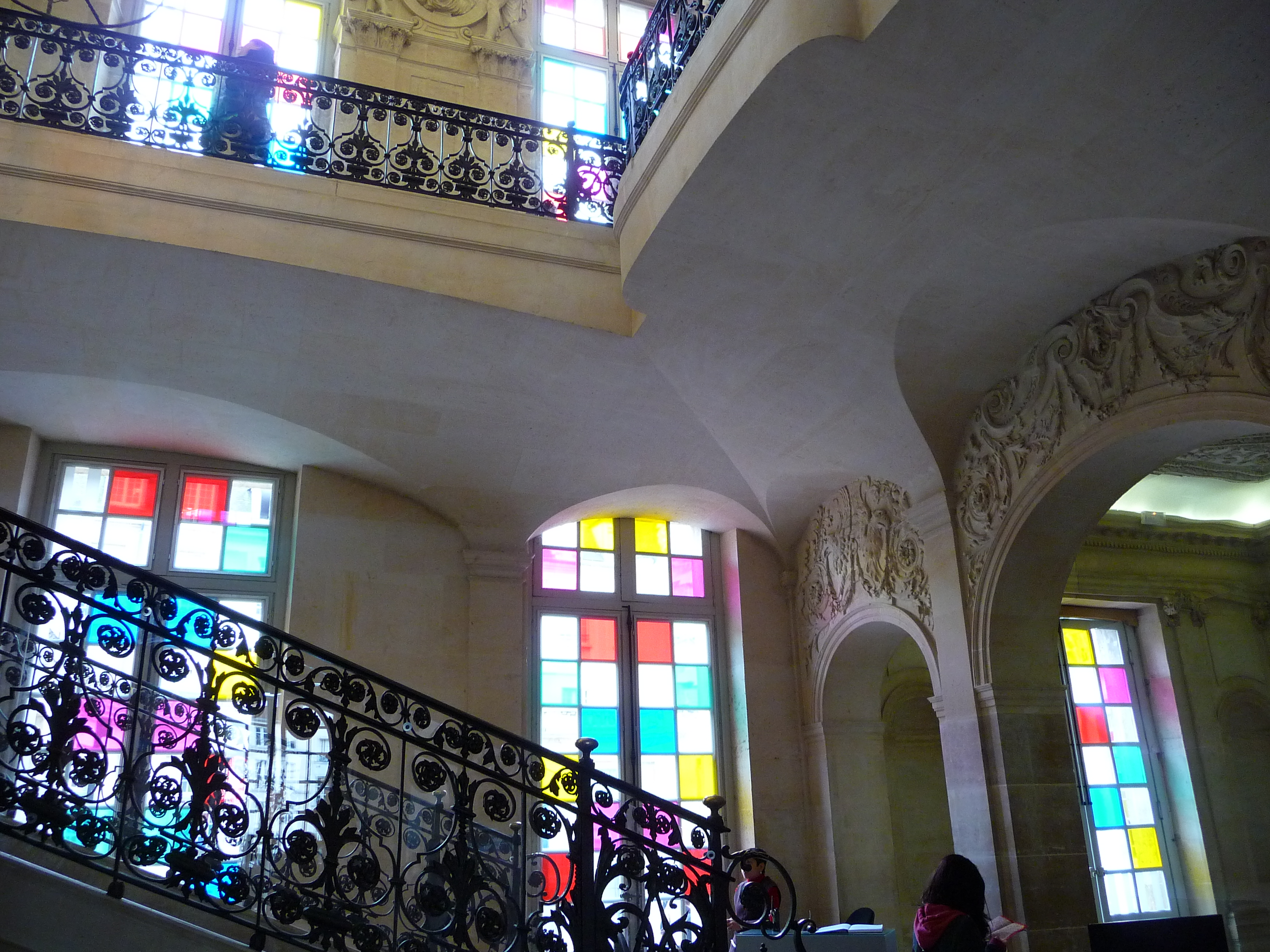
Trapphuset
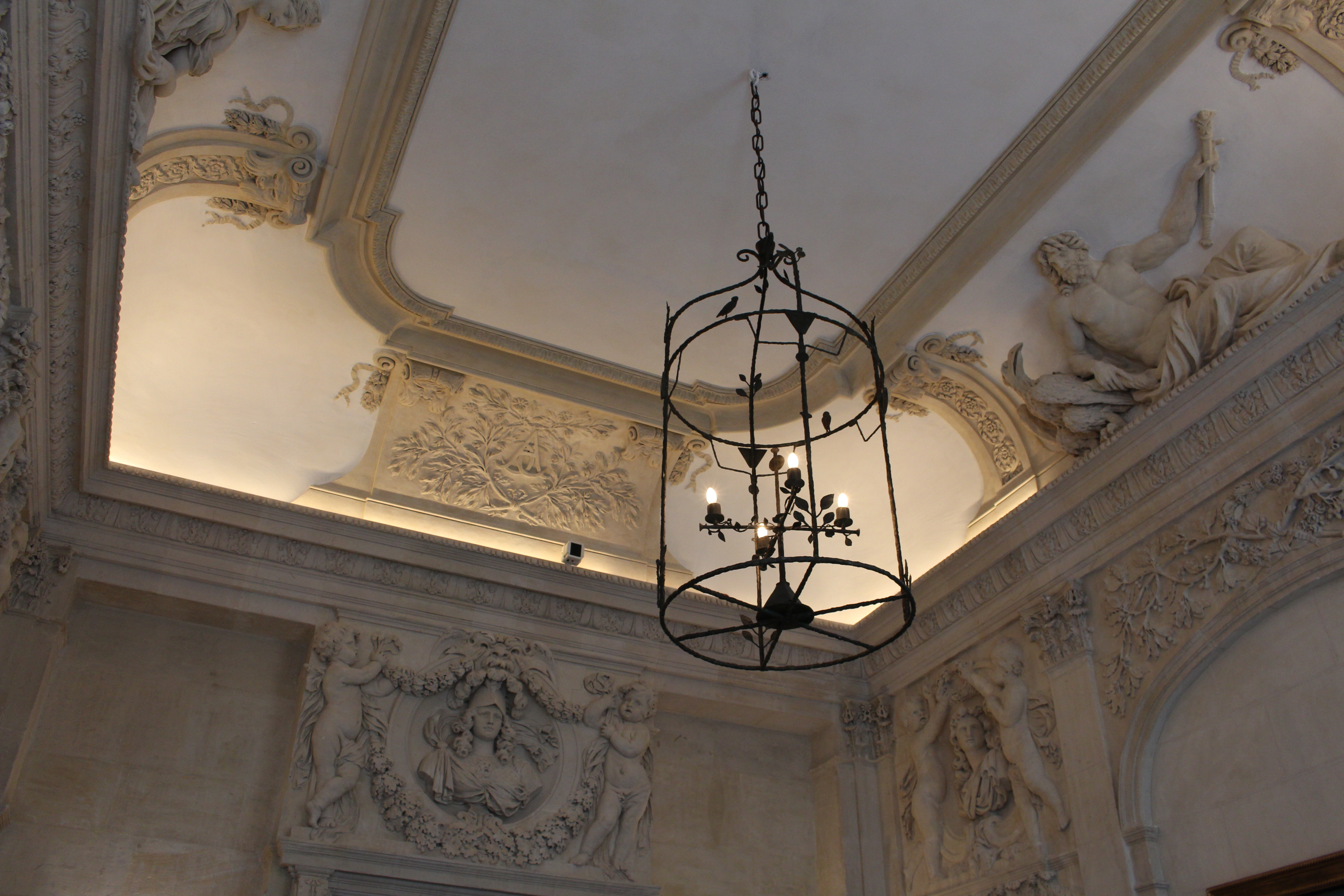
Interiör
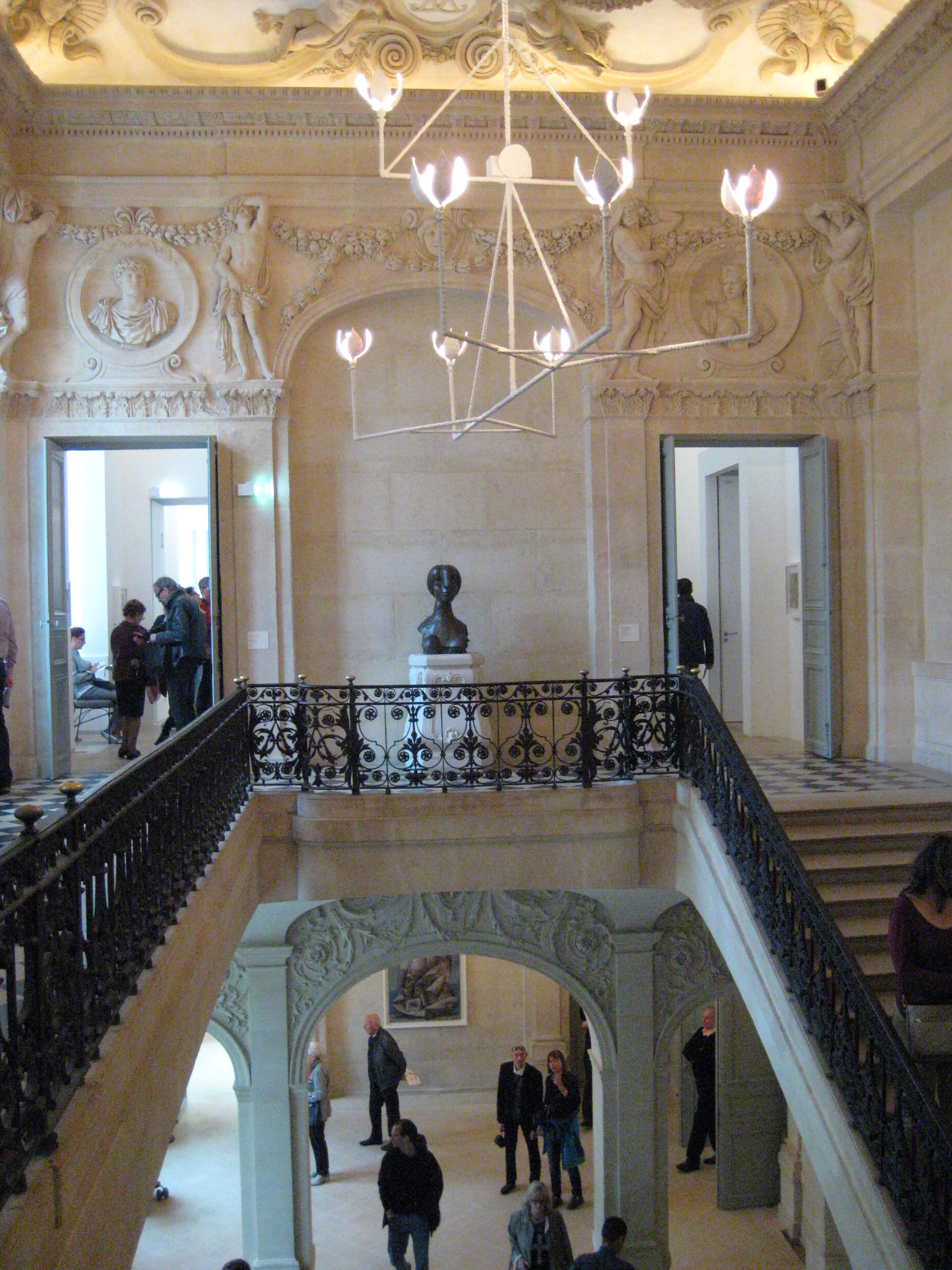
Interiör